# Naknek (rivière)
La rivière Naknek est un cours d'eau d'Alaska aux États-Unis, de 56 km de long, situé dans la Péninsule d'Alaska et faisant partie du Borough de Bristol Bay.

## Géographie
Elle coule depuis le lac Naknek jusqu'à la Baie de Bristol par la baie Kvichak. Sa source se situe au niveau du Parc national et réserve de Katmai.

## Affluents
- Savonoski – 35 miles (56 km)
  - American Creek – 50 miles (80 km)